# Hercules Pakenham
Hercule Arthur Pakenham (17 février 1863 - 28 mars 1937) est un homme politique unioniste d'Irlande du Nord .

## Biographie
Membre de la famille Pakenham dirigée par le comte de Longford, il est le fils aîné du Lieutenant général Thomas Pakenham, et d'Elizabeth Clarke, fille de William Clarke, de New York . Il fait ses études au Collège d'Eton et à l'Académie royale militaire de Sandhurst d'où il est nommé officier dans les Grenadier Guards en 1883 . Il occupe les postes d'aide de camp du gouverneur général du Canada de 1886 à 1888 et du Gouverneur général des Indes de 1888 à 1893 . L'année suivante, il est promu capitaine le 12 septembre 1894. En 1898, il est promu au grade de major dans le 4e bataillon (milice) des Royal Irish Rifles . Il est secrétaire particulier du Gouverneur du Victoria de 1898 à 1900 et, en juin 1902, il est de nouveau détaché de son régiment pour servir au Colonial Office. Il démissionne de sa commission dans la milice le 27 septembre 1902. En 1906, il devient lieutenant-colonel et commandant des London Irish Rifles, une unité des Middlesex Rifle Volunteers .
Grand propriétaire terrien du comté d'Antrim, il est haut shérif du comté en 1906 ,.
En 1910, il entre en politique locale lorsqu'il est élu au Conseil du comté de Londres en tant que conseiller municipal du Parti réformiste pour Marylebone East . Il tente en vain d'être élu en 1913 au Parlement du Royaume-Uni lorsqu'il se présente à l'élection partielle de Londonderry City en tant qu'unioniste, étant battu par un libéral par seulement 57 voix.
Lorsque la Première Guerre mondiale éclate, il lève et commande le 11th (Service) Battalion Royal Irish Rifles . Il travaille pour le MI5 pendant la dernière partie de la guerre. En 1917, il est l'agent de liaison du MI5 au ministère français de la Guerre. Au début de 1918, il devient chef du bureau du MI5 à Washington DC .
Pakenham est élu comme membre du Parti unioniste d'Ulster au Sénat d'Irlande du Nord en 1928 et sert jusqu'en 1937,.
Pakenham épouse Lillian Blanche Georgiana Ashley, fille d'Evelyn Ashley et sœur de Lord Mount Temple, en 1895. Ils ont un fils et deux filles. Il meurt en mars 1937, à l'âge de 74 ans. Sa femme lui survit deux ans et meurt en septembre 1939, à l'âge de 64 ans .